# Stefano Massini

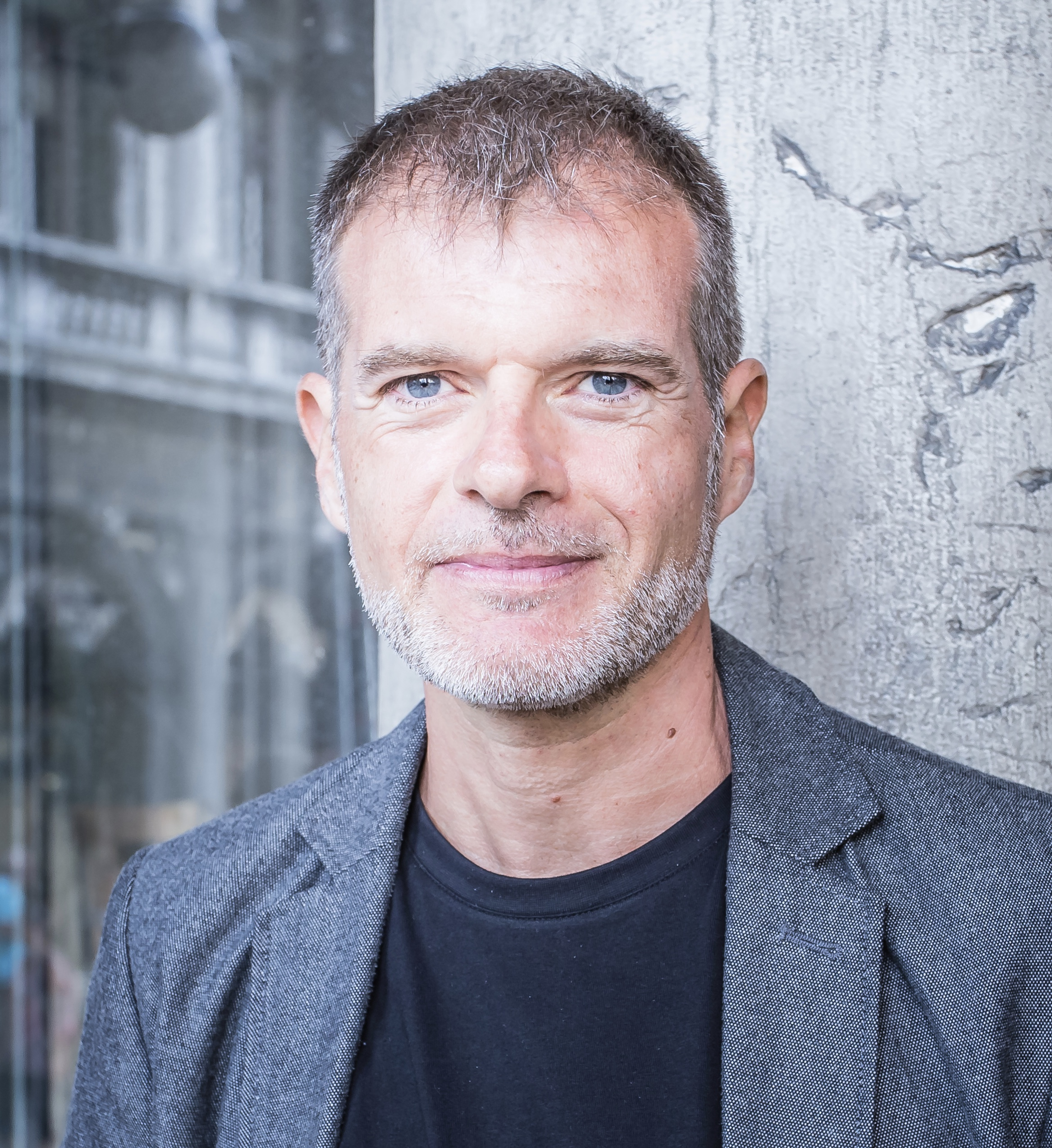
Stefano Massini (2017)

Stefano Massini (geboren 22. September 1975 in Florenz) ist ein italienischer Autor und Theaterregisseur.

## Leben
Stefano Massini studierte Altphilologie an der Universität Florenz. 2001 hospitierte er beim Regisseur Luca Ronconi am Piccolo Teatro di Milano und begann eigene Texte zu schreiben. 2005 erhielt er für sein Stück L'odore assordante del bianco den Pier Vittorio Tondelli-Preis.
2007 kam sein „Memorandum“ über die ermordete russische Journalistin Anna Politkowskaja Donna non rieducabile heraus und wurde international rezipiert, der Film Il sangue e la neve wurde bei den 66. Filmfestspielen von Venedig gezeigt. Massini adaptierte Mary Shelleys Frankenstein für das Theater und schrieb über Konflikte im ehemaligen Jugoslawien das Stück Balkan Burger. Massini schrieb mit La Commedia di Candido eine Variation des Candide. Der Monolog Credoinunsolodio über den Palästinakonflikt wurde 2015 von drei Schauspielerinnen am Piccolo uraufgeführt. Die Trilogie LEHMAN BROTHERS. Aufstieg und Fall einer Dynastie wurde 2013 zunächst in französischer Übersetzung im Centre Dramatique National de St.-Étienne uraufgeführt und 2015 von Massini in Mailand im italienischen Original. Massini erhielt dafür 2015 den italienischen Theaterpreis Premio Ubu. Das Stück kam auch auf deutschsprachige Bühnen.
Sein Theaterstück Stato contra Nolan, ein Gerichtsprozessdrama, konnte coronabedingt in Italien nicht uraufgeführt werden, kam dann aber als Jahrgangs-Abschluss-Drama der Folkwang-Schauspielschule unter dem deutschen Title Die Vereinigten Staaten von Amerika gegen Herbert Nolan als zweieinhalb Stunden-Inszenierung von Thomas Dannemann am 30. Oktober 2020 im Stadttheater Bochum vor kleiner Zuschauerzahl zur Premiere.
Massini ist seit Mai 2015 künstlerischer Berater am Piccolo Teatro.

## Auszeichnungen
- 2018: Prix Médicis essai für Les frères Lehman
- 2018: Prix du Meilleur livre étranger (Roman) für Les frères Lehman

## Werke (Auswahl)
Theaterstücke
- Memorie del boia 2003. Teil drei von Una quadrilogia
- La fine di Shavuoth 2004. Teil vier von Una quadrilogia
- L'odore assordante del bianco  2005. Teil eins von Una quadrilogia
- Processo a Dio 2005. Teil zwei von Una quadrilogia
- Trittico delle gabbie
  - Figlia di notaio 2005
  - Zona d'ombra 2006
  - Versione dei fatti 2008
- L'alba a mezzanotte 2006
- Donna non rieducabile memorandum teatrale su Anna Politkovskaja  2007
- La commedia di Candido 2008
- Frankenstein, ossia il Prometeo moderno 2008
- Enigma 2009
- L'Italia s'è desta 2009–2010
- Lo schifo. Omicidio non casuale di Ilaria Alpi nella nostra ventunesima regione  2010
- Credoinunsolodio 2011
  - ichglaubeaneineneinzigengott. Übersetzung Sabine Heymann. Deutsche UA Schauspiel Essen 2016
- Balkan Burger (è la storia di Razna che visse più volte)  2011–2012
- 7 minuti. Übersetzung Sabine Heymann. Deutsche UA Staatstheater Mainz 2017
- Lehmann Brothers. Aufstieg und Fall einer Dynastie. Übersetzung Gerda Poschmann-Reichenau. Deutsche UA Staatsschauspiel Dresden 2015
- Die Vereinigten Staaten von Amerika gegen Herbert Nolan, (Original: Stato contra Nolan) Übersetzung von Sabine Heymann, Deutsche UA Stadttheater Bochum 2020

Bücher
- Una quadrilogia. L'odore assordante del bianco, Processo a Dio, Memorie del boia, La fine di Shavuoth. Edizioni Ubulibri, 2006
- Donna non rieducabile. Memorandum teatrale su Anna Politkovskaja. Edizioni Ubulibri, 2007
- Trittico delle Gabbie. La gabbia (figlia di notaio), Zone d'ombra, Versione dei fatti. Edizioni Ubulibri, 2009
- Quattro storie : Balkan Burger, credoinunsolodio, Processo a Dio, La fine di Shavuoth. Corazzano : Titivillus, 2013.
- Lehman Trilogy. Vorwort Luca Ronconi. Einaudi, 2014
- 7 minuti. Consiglio di fabbrica. Einaudi, 2015
- Lavoro. il Mulino, 2016
- Die Lehman Brothers. Ein Roman. Übers. von Annette Kopetzki. Hanser, München 2022, ISBN 978-3-446-27405-1.

## Belege
1. ↑  Gerhard Preußer: Schauspielhaus Bochum – Thomas Dannemann zeigt die Uraufführung von Stefano Massinis Gerichtsdrama, Rezension auf nachtkritik.de vom 30. Oktober 2020, abgerufen am 31. Oktober 2020.

| Personendaten    | Personendaten                            |
| ---------------- | ---------------------------------------- |
| NAME             | Massini, Stefano                         |
| KURZBESCHREIBUNG | italienischer Autor und Theaterregisseur |
| GEBURTSDATUM     | 22. September 1975                       |
| GEBURTSORT       | Florenz                                  |